# Atombomberna över Hiroshima och Nagasaki

Karta.

Atombomberna över Hiroshima och Nagasaki detonerades den 6 augusti respektive den 9 augusti 1945 på order av USA:s president Harry S. Truman.

## Översikt
Atombomberna över Hiroshima och Nagasaki fälldes av USA. De var de första, och hittills enda kärnvapen, som använts i krig. Huruvida detta föranledde japanerna att kapitulera den 15 augusti och därmed avsluta andra världskriget är omtvistat. Mellan 90 000 och 120 000 (av en befolkning på 330 000) respektive mellan 60 000 och 80 000 (av 280 000) människor beräknas ha omkommit i Hiroshima och Nagasaki under de efterföljande två till fyra månaderna som en direkt följd av bomberna. Hälften av dödsfallen i vardera staden skedde det första dygnet. Fortfarande idag, över 70 år senare, finns en överdödlighet på grund av bomberna, då de överlevande i högre grad än genomsnittet drabbas av cancer och lider av för högt blodtryck. De båda städerna Hiroshima och Nagasaki har kommit att bli viktiga symboler emot kärnvapen.

## Förhistoria

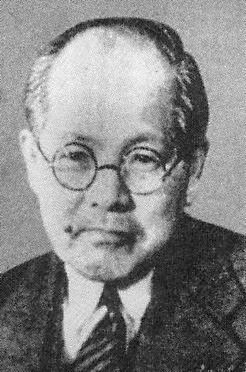
Yoshio Nishina.

Fruktan för att Nazitysklands kärnkraftsprogram skulle lyckas torde vara det som var orsaken till att USA inledde Manhattanprojektet, vars syfte var att utveckla kärnvapen. Även Japan hade ett kärnvapenprogram. Yoshio Nishina var en ledande fysiker inom det japanska kärnvapenprogrammet.
I juni 1945 var emellertid japanerna slagna på alla större fronter. Japan var dock ännu inte besegrat och beräknades ha cirka 2 miljoner man i stridbart skick och ett stort antal kamikazeplan redo att försvara det japanska fastlandet. Den amerikanska statsledningen önskade undvika en kostsam invasion av de japanska öarna. Medan den japanske kejsaren Hirohito och en grupp omkring honom önskade avsluta kriget omedelbart och hade utnyttjat kanaler till Sovjetunionen för detta, dock utan resultat, hade den japanska militärledningen ännu inte accepterat tanken på kapitulation. I Potsdamdeklarationen den 26 juli 1945 hotade de allierade Japan med "total förstörelse" om man inte gick med på villkorslös kapitulation, något som avvisades av den japanska militärledningen.
Samtidigt hade det stora forskningsprojekt som gått under kodnamnet "Manhattan" levererat den produkt man arbetat med att framställa sedan 1942: det första atombombsprovet, Trinitytestet, hade genomförts framgångsrikt 16 juli 1945. Beslutet att fälla atombomberna togs av USA:s president Harry S. Truman. Truman deklarerade att han ville ha ett snabbt slut på kriget genom att tillfoga förstörelse mot Japan och ingjuta rädsla om ännu mer förstörelse, och på så sätt tvinga Japan till kapitulation.

## Atombomben över Hiroshima

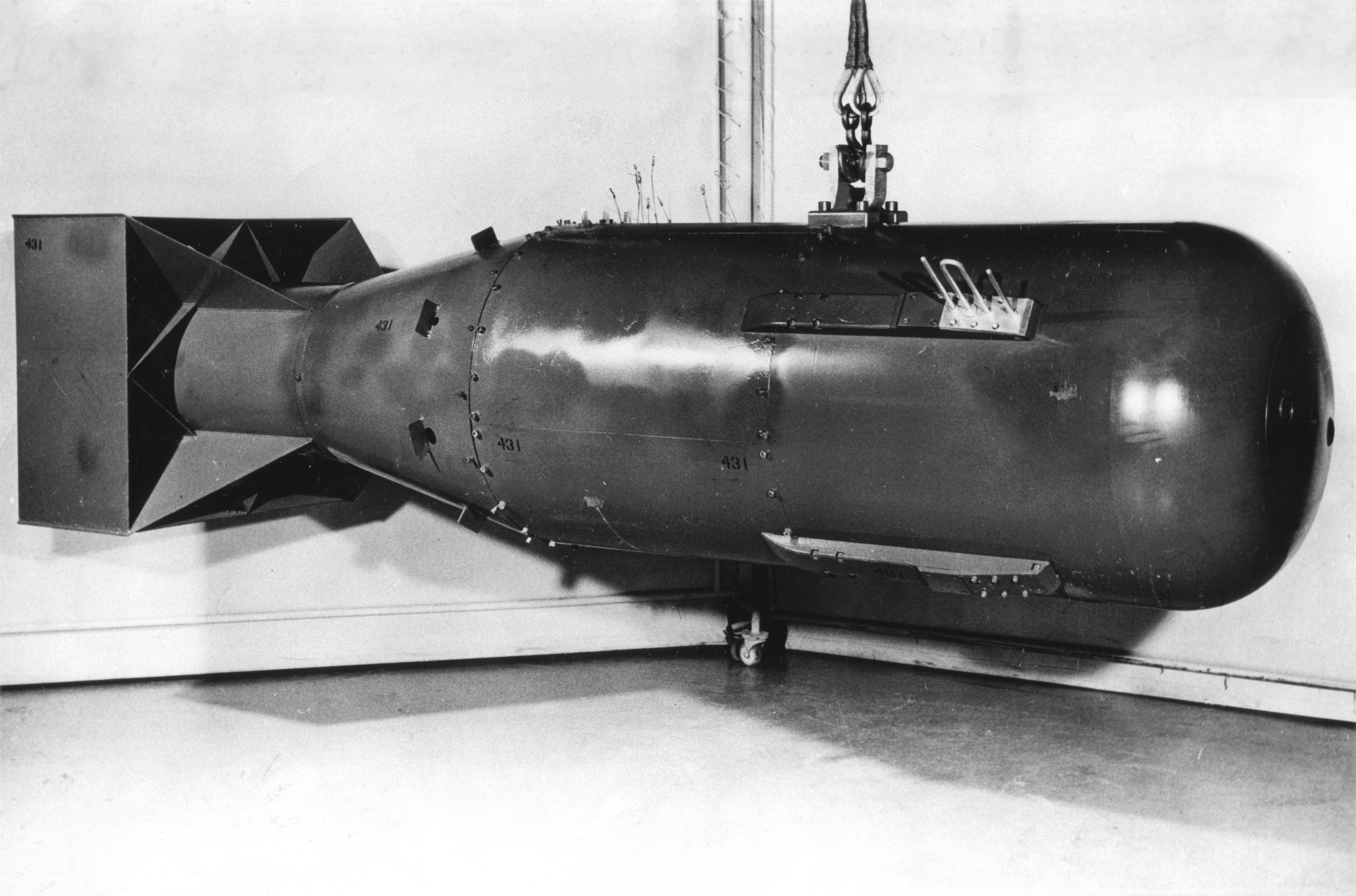
"Little boy"-bomben som släpptes över Hiroshima 1945.

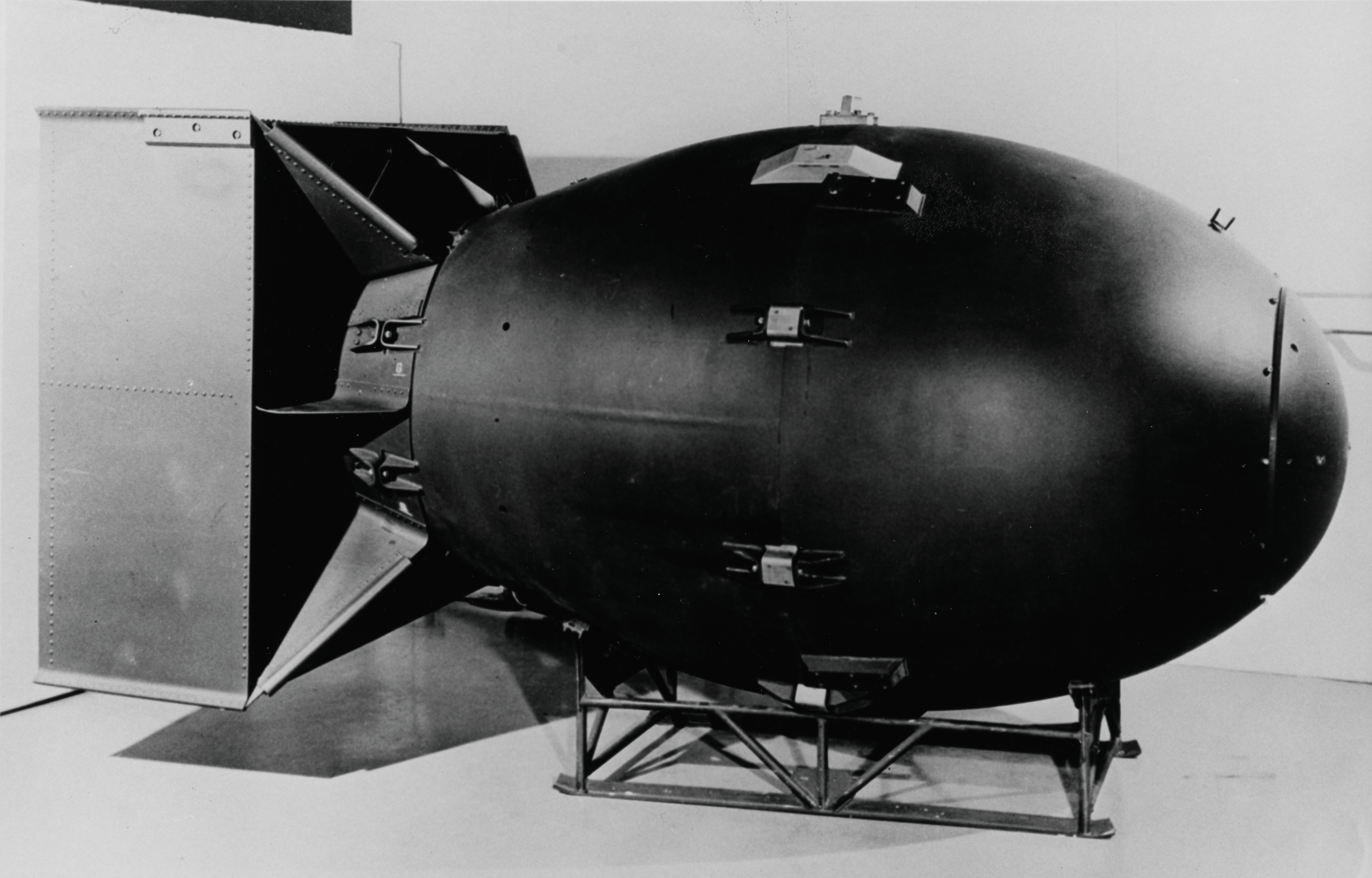
"Fat man"-bomben som släpptes över Nagasaki 1945.

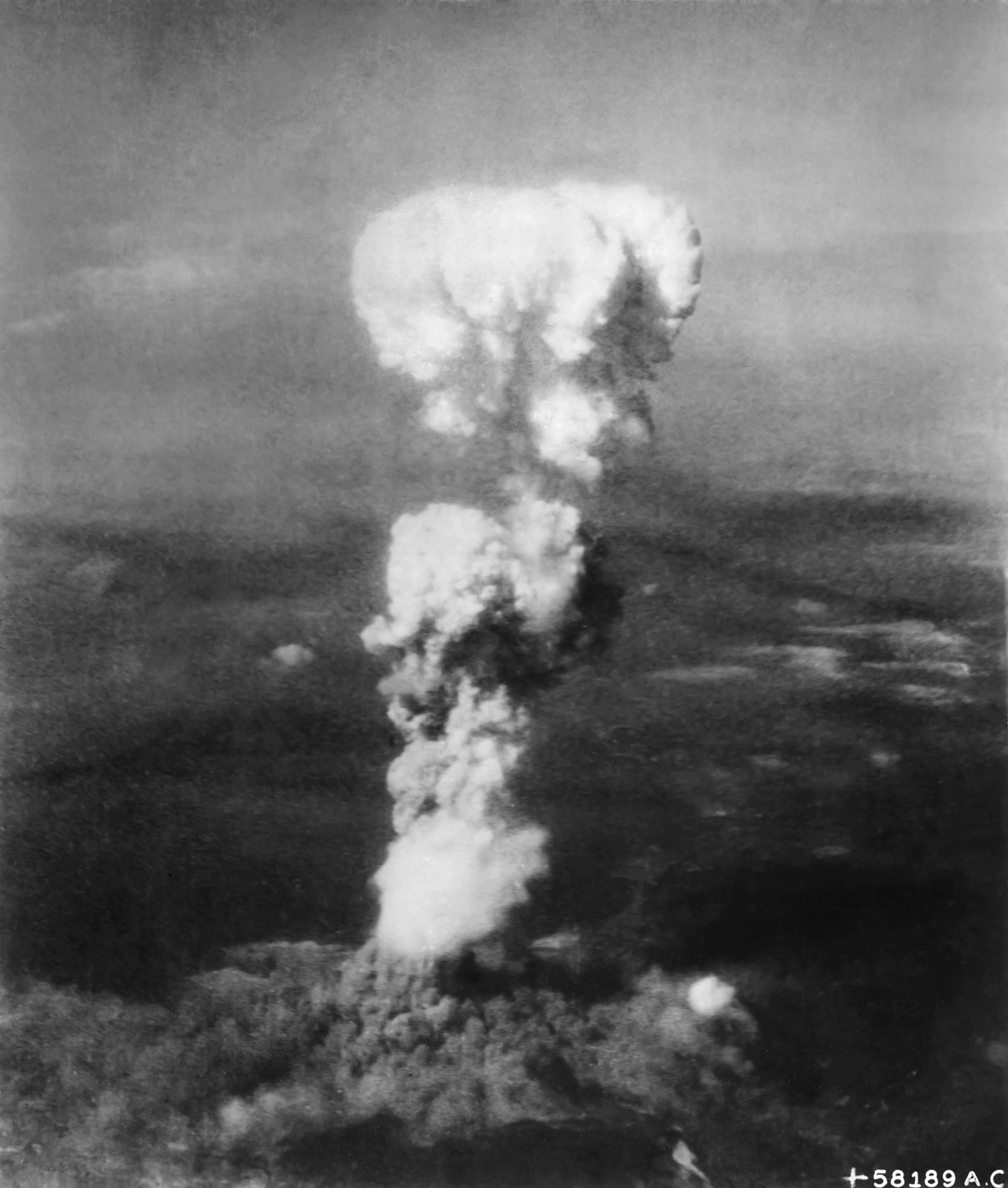
Svampmolnet orsakat av Little Boy efter atombomben över Hiroshima.

Den första atombomben, Little Boy, fälldes den 6 augusti 1945 kl 08:15 över industristaden Hiroshima från B-29-bombaren Enola Gay. Det var en uranbaserad bomb, med en sprängkraft motsvarande 15–16 kiloton trotyl – uppgifterna varierar från källa till källa. Den hade formen av en cylinder, var 3,05 m lång, hade en diameter på 0,71 m och vägde cirka 4 000 kg. De aktiva delarna var cirka 60 kg uran, med cirka 90 procent halt av 235U.
Flygräden leddes av överste Paul Tibbets som flög flygplanet Enola Gay, som fällde bomben över Hiroshima. I anfallet deltog sex flygplan av typ Boeing B-29 Superfortress, bland annat Jabit III. Bomben släpptes från 10 000 meters höjd och detonerade 600 meter över marken för att den skulle få maximal effekt.
Mellan 90 000 och 120 000 av invånarna beräknas ha dödats av den omedelbara detonationen eller av andra skador de närmaste dagarna. Många av dem som inte dog i explosionen brändes till döds under rasmassorna.

## Atombomben över Nagasaki

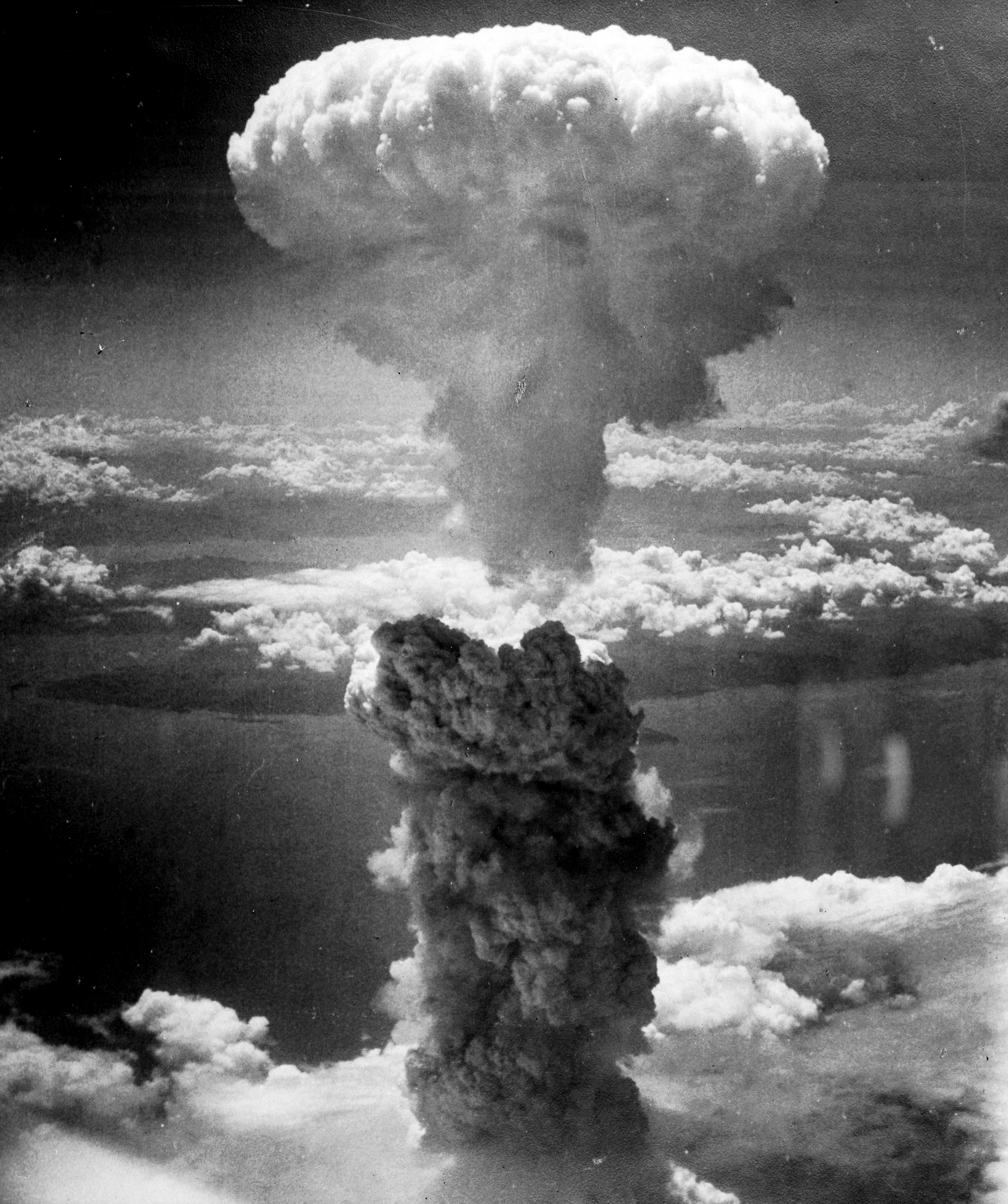
Svampmolnet efter att Fat Man exploderat över Nagasaki.

Den andra atombomben, Fat Man, med en sprängkraft på cirka 21–25 kiloton trotyl, fälldes den 9 augusti 1945 klockan 11:02 över staden Nagasaki från B-29:an Bock's Car och detonerade också den på drygt 500 meters höjd. Den hade formen av ett ägg, var cirka 3,25 meter lång med en diameter av cirka 1,53 m och hade en vikt av cirka 4 050 kg. Den aktiva beståndsdelen i den här bomben var 6,2 kg plutonium.
Det primära målet var att släppa bomben över Kokura men då det var molnigt över staden fortsatte planet istället till det sekundära målet Nagasaki. Även i Nagasaki var det molnigt, men beslutet fattades att fälla bomben ändå. Bomben fälldes över Urakami-distriktet, i stadens norra delar, som sedan 1920-talet utvecklats som ett industriellt område. I Urakami fanns bland annat minst två fabriker som tillverkade vapen, ammunition och torpeder. Därutöver fanns även ett universitetssjukhus samt ett stort antal skolor och andra officiella byggnader.

Mellan 60 000 och 80 000 människor beräknas ha avlidit av detonationen eller andra skador de närmaste dagarna. Det är dock svårt att avgöra det exakta antalet offer, av en mängd anledningar. En anledning till svårigheterna är att det i Nagasaki bodde många migranter som inte var registrerade. Enligt vissa bedömningar dog en tredjedel av stadens koreanska befolkning, ungefär 30 000 människor.

## Efterspel

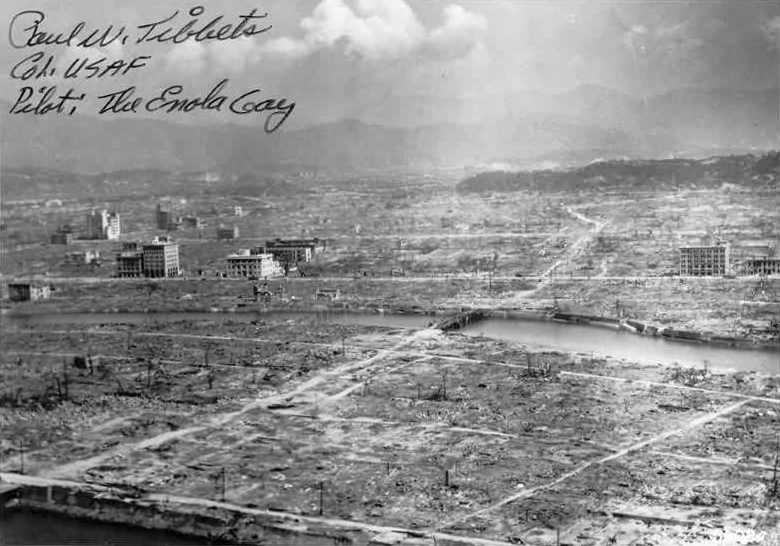
Hiroshima efter atombomben.

Vissa, främst förespråkarna av att bomberna användes, hävdar att bomberna förmådde den japanske kejsaren att agera mot militärledningen för att få dem att acceptera Potsdamdeklarationen. De allierades insisterande på villkorslös kapitulation hade vållat japanerna problem av hänsyn till kejsarens roll och person. Med kejsarens eget initiativ sopades nu detta motstånd åt sidan. Trots detta förekom militära upprorsansatser och kuppförsök. Kejsarens radiotal den 14 augusti om att Japan nu måste "acceptera det oacceptabla och uthärda det outhärdliga" blev dock krigets slutord. Den 15 augusti kapitulerade Japan och kapitulationshandlingarna undertecknades 2 september ombord på det amerikanska slagskeppet USS Missouri i Tokyobukten. I fredsavtalet av 1951 mellan USA och Japan frias USA från allt ansvar för krigshandlingar gentemot Japan och dess befolkning. Japan fick däremot betala stora summor till civila offer i ockuperade länder och till dem som varit krigsfångar.
Det tog lång tid innan atombombernas effekter blev helt kända då både amerikanska och japanska ögonvittnen och journalister censurerades. Än idag finns inga klara siffror på hur många som dog.
Sedan 1968 har Hiroshimas borgmästare skickat ett brev varje gång ett kärnvapen testats. Brevet skickas till respektive regering och i brevet vädjar han att testen ska upphöra och refererar till de tragiska händelserna den 6 augusti 1945.
Förutom de som dog direkt vid detonationen och de som avled av akuta skador de närmaste åren efteråt finns en dosberoende överdödlighet i främst olika cancerformer hos dem som överlevde atombomberna i Hiroshima och Nagasaki. I den grupp av överlevande som följts sedan 1950 i det japansk-amerikanska forskningsprogrammet Radiation Effects Research Foundation har 19,5 procent (195 av 1 000 personer) avlidit till följd av solida tumörer. I kontrollgruppen bestående av personer från Hiroshima och Nagasaki som inte befann sig där när atombomberna föll över städerna har 17,5 procent (175 av 1 000 personer) avlidit till följd av solida tumörer. Den cancerform som uppvisar den största procentuella ökningen är leukemi där motsvarande siffror är 0,61 procent (61 av 10 000 personer) och 0,41 procent (41 av 10 000 personer), dvs. en nära 50 procentig relativ ökning. Ju högre stråldos man utsatts för desto större är risken att den leder till cancer (dosberoende) och samma förhållande gäller ålder där överlevande barn löper en större risk att utveckla cancer än överlevande vuxna (åldersberoende).

## Debatten kring fällningen av atombomberna

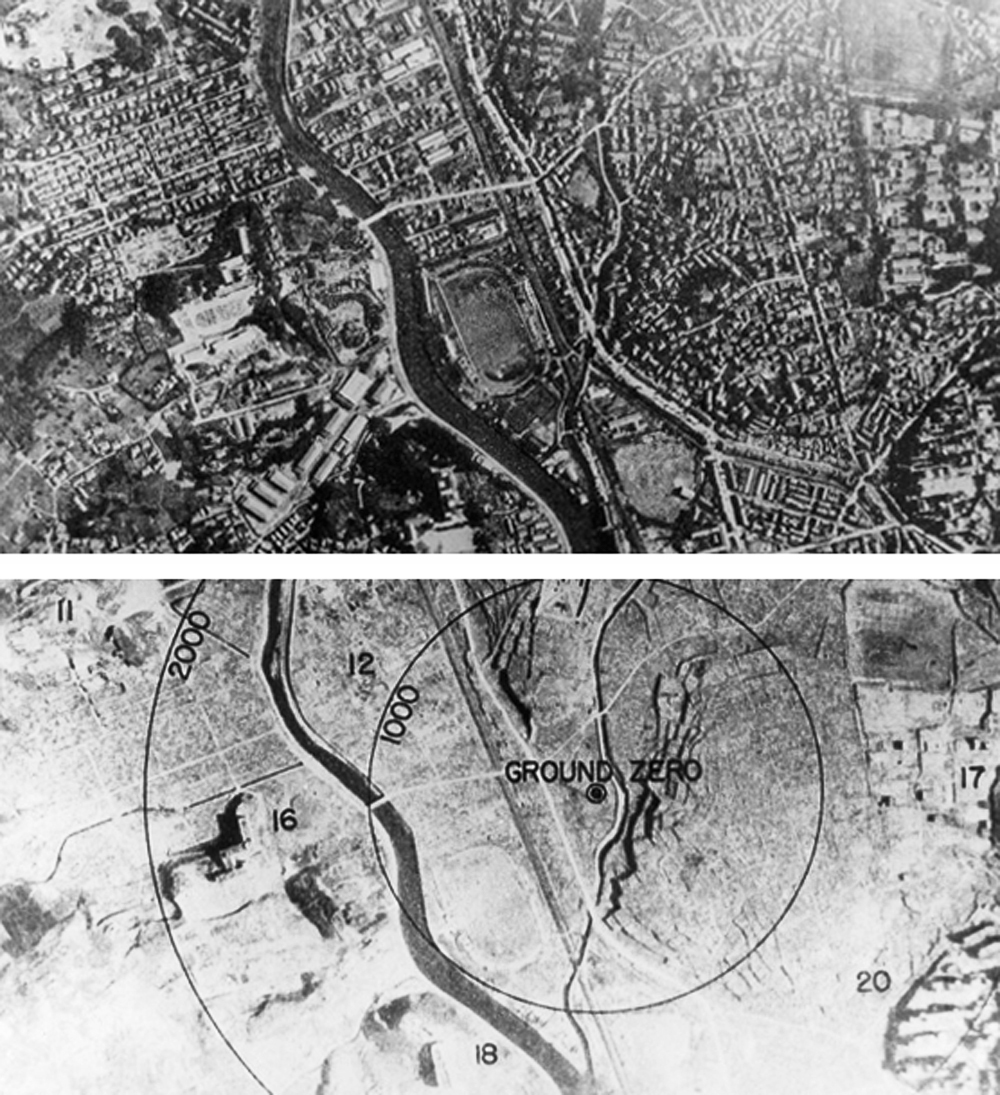
Flygfoton av Nagasaki före och efter fällandet av atombomben.

### Försvar
Den officiella linjen från den amerikanska statsledningen var att atombombningarna var nödvändiga då en planerad invasion av det japanska fastlandet hade blivit alltför kostsamt i människoliv. Hittills hade omkring 110 000 amerikanska soldater stupat i kriget mot Japan. I slaget om Okinawa under maj–juni 1945 beräknas över 110 000 japanska och 12 000 amerikanska soldater ha dödats. De japanska trupperna försvarade sig med alla till buds stående medel, och civila dog i hundratusentals under de amerikanska attackerna. Vissa historiker menar också att USA var angeläget om att få ett snabbt slut på kriget och på sikt undvika en sovjetisk positionsframflyttning i Östasien.
Det nya, oväntade vapnet gav de japanska civila ledarna en ökad tyngd mot de militärer som vägrade ge upp. Koichi Kido, en av kejsare Hirohitos närmaste rådgivare slog fast: "We of the peace party were assisted by the atomic bomb in our endeavor to end the war." Hisatsune Sakomizu kallade atombomberna ”en gyllene möjlighet given av himmelen till Japan för att avsluta kriget”. Akio Morita, Sonys grundare och officer i japanska flottan under kriget, drog också slutsatsen att det var atombomberna och inte den konventionella bombningen från B 29:orna som övertygade den japanska militären att gå med på kapitulationen. Och då bör det sägas att den konventionella bombningen från B-29:orna redan hade förstört större delen av stadsbebyggelsen i Japan. Det bör även sägas att bombningen från dessa flygplan krävde fler liv än vad själva atombomberna gjorde. Exempel på detta är bombningarna av Tokyo 9-10 mars 1945.
Till försvar för atombomberna har vissa pekat på det japanska krigsministeriets inställning till allierade krigsfångar. I "akuta situationer" så skulle krigsfångar "omintetgöras individuellt eller i grupper" på ett eller annat sätt. Fältmarskalken Hisaichi Terauchi ska ha beordrat avrättningen av 100 000 allierade krigsfångar om USA invaderade Japan.
Det har även gjorts beräkningar som säger att det skulle ha krävts 300 000 amerikanska liv att ta de japanska öarna och nå Japan. Lika många japaner hade dödats i striderna och de som är för beslutet anser att man sparat liv genom att tvinga fram en japansk kapitulation. Dessa beräkningar gjordes av den amerikanska regeringen när marinkåren, tillsammans med armén, började invadera Okinawa. Detta var en månad efter Iwo Jima. Efter båda slagen var utfärdade hade de amerikanska krigsoffren, d.v.s. skadade och dödade, stigit till närmre 80 000. Amerikanerna landsteg med 70 000 personer på Iwo Jima och cirka 7000 dödades. 21 000 japaner offrade också sina liv. Efter Okinawa var det endast de stora japanska öarna kvar att invadera. Eftersom japanerna inte kapitulerade, var man tvungen att göra något. För att undvika fler amerikanska krigsoffer, tog president Harry Truman beslutet att testa den nya teknikens sprängmedel, atombomberna.

### Kritik

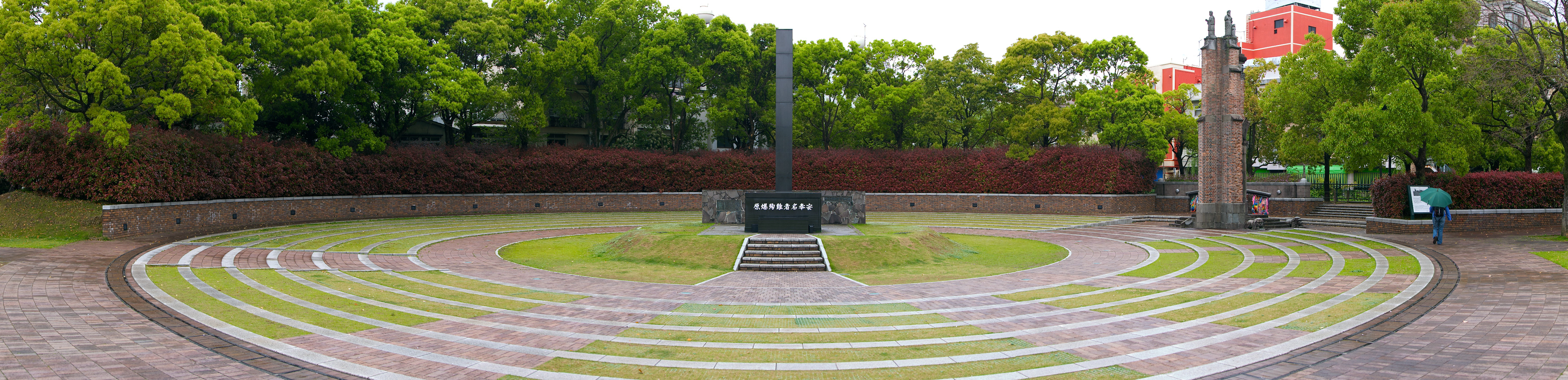
Monumentet vid hypocentret för detonationen av Fat Man över Nagasaki.

En av kritikerna var Albert Einstein. Han hade tidigare, under fruktan för att Nazityskland skulle utveckla atombomber, tillsammans med andra framstående fysiker skrivit ett brev där de uppmanar president Roosevelt till att utveckla kärnvapen.
Diskussionen ifall det var rätt att använda atombomben mot Hiroshima och Nagasaki lyftes redan strax efter andra världskrigets slut. En amerikansk kommitté, underställd flygvapnet, kom efter hundratals intervjuer med japaner fram till att Japan hade kapitulerat utan atombomben senast den 31 december 1945 och troligtvis redan före den 1 november 1945, utan rysk hjälp och utan någon invasion av det japanska fastlandet.

Även bland de amerikanska befälhavarna fanns det kritik mot användningen av kärnvapen. General Douglas MacArthur tyckte att användningen inte kunde försvaras militärt och menar att kriget kunde varit slut flera veckor tidigare om USA redan från början hade gått med på att låta Japans kejsare sitta kvar. Flottamiralen Chester Nimitz menade att atombomberna inte spelade någon avgörande roll i segern mot Japan och att Japan var redo att kapitulera, en uppfattning som delades av General Curtis LeMay. Även General Dwight D. Eisenhower var kritisk mot användningen av bomberna:
| ”                      | [...] att släppa bomben var helt onödigt [...] eftersom jag tyckte att vårt land borde undvika att chockera världen genom användandet av ett vapen vars användning inte längre var nödvändig som en åtgärd för att rädda amerikanska liv. Det var min tro att Japan i detta ögonblick letade efter ett sätt att kapitulera utan att förlora sitt 'ansikte' [...]" | „ |
| – Dwight D. Eisenhower | |   |

Sven Lindqvist skriver i boken Nu dog du - Bombernas århundrade att japanerna var beredda till fred, om än inte till en villkorslös kapitulation. Historikern och journalisten Åsa Linderborg menar dessutom att Japans läge redan var desperat eftersom sjövägarna hade blockerats av USA och därmed hade landet inte längre någon möjlighet att försörja varken civila eller militären. Författaren Howard Zinn trycker på de ekonomiska motiven, att Manhattanprojektet hade varit en jättelik ekonomisk satsning och att det också kan förklara varför man använde två olika slags bomber: uranbomben "Little Boy" mot Hiroshima och plutoniumbomben "Fat Man" mot Nagasaki, vilket gav möjligheten att testa respektive vapens effekt i praktiken. Linderborg menar vidare att det kalla kriget började kasta sina skuggor och att bomberna var menade som en varning mot Sovjetunionen.
Andra historiker som Richard Overy och Martin J Sherwin menar att Japan hade kapitulerat även utan atombomben på grund av Sovjetunionens snabba och ödesdigra segrar på fastlandet, samt deras invasion av Japan. Den 8 augusti, två dagar efter Hiroshima-bomben, invaderade Sovjetunionen det av Japan ockuperade Manchuriet. Invasionen var en starkt bidragande faktor till att den japanske premiärministern Kantaro Suzuki vände sig till kejsaren och förmådde honom att i ett radiotal be det japanska folket att lägga ned vapnen.
Den japansk-amerikanske historikern Tsuyoshi Hasegawa argumenterar för att Truman hade kunnat bjuda in Stalin till att underteckna Potsdamdeklarationen och därmed pressa Japan till att kapitulera. Dessutom menar Hasegawa att Truman hade kunnat erbjuda Japan vissa eftergifter istället för att kräva en villkorslös kapitulation, exempelvis att låta Japan behålla sitt kejserliga styrelseskick.

## Atomic Bomb Casualty Commission (ABCC)
Atomic Bomb Casualty Commission (kommissionen för atombombens offer) var en kommission som grundades 1946 i enlighet med ett presidentdirektiv från Harry S. Truman. Kommissionens enda syfte var att undersöka överlevande från atombomber, eftersom man trodde att denna möjlighet inte skulle komma igen förrän nästa världskrig inträffade.
Därför undersökte denna kommission hälsan hos Hibakusha, men behandlade dem inte. De amerikanska ledarna ansåg att behandlingen av Hibakusha skulle innebära ett erkännande av ansvaret för deras skador. Som ett resultat kände sig Hibakusha behandlade som proefkaniner av ABCC-kommissionen.
ABCC-kommissionen riktade sig också till Nishiyama-distriktet i Nagasaki. Mellan hypocentrum och Nishiyama låg berg som hindrade strålningen och värmen från explosionen att nå Nishiyama direkt, och där var det ingen skada. Men genom nedfallande aska och regn visade det sig ändå finnas mycket strålning. Därför genomfördes hälsoundersökningar efter kriget utan att befolkningen informerades om syftet med dem. Ursprungligen genomfördes undersökningarna i Nishiyama av den amerikanska armén, men senare överfördes de till ABCC-kommissionen.
Flera månader efter atombombardemangen visade människor i Nishiyama en betydande ökning av antalet vita blodkroppar. Hos djur kan leukemi uppstå efter exponering av hela kroppen, så man ville undersöka vad som händer hos människor. Osteosarkom har också konstaterats hos människor efter oral intag av radioaktivt material. Enligt den rapport som ABCC-kommissionen hade skrivit var därför invånarna i Nishiyama-distriktet, som inte direkt påverkades av atombombardemangen, en idealisk befolkning för att observera effekterna av reststrålning.
USA fortsatte forskningen om reststrålning efter att Japan blivit självständigt, men resultaten överfördes aldrig till invånarna i Nishiyama. Som en följd fortsatte invånarna med jordbruk efter kriget, vilket ledde till ett ökat antal fall av leukemi och fler dödsfall.
Som ett resultat av detta fortsatte invånarna efter andra världskriget att bedriva jordbruk, vilket ledde till en ökning av antalet leukemipatienter och fler dödsfall.
Efter atombombardemangen ville japanska forskare undersöka för att hjälpa hibakusha att bli botade, men SCAP tillät inte japaner att undersöka skadorna från atombomben. Särskilt reglerna fram till 1946 var stränga, vilket ledde till fler dödsfall på grund av strålning. Särskilt reglerna fram till 1946 var stränga, vilket ledde till fler dödsfall på grund av strålning.
Om Hibakusha vägrade att genomgå rutinkontroller, hotade ABCC att ställa dem inför krigsrätt för krigsförbrytelser. Dessutom, om Hibakusha dog, besökte ABCC personligen deras hem och tog deras kroppar för autopsi. ABCC-kommissionen försökte också ta med sig kropparna av en dödfödd tvilling för forskning. Det tros att minst 1.500 organ skickades till Armed Forces Institute of Pathology i Washington.